# Deli (dal)
A Deli (magyarul: Őrült) című dal képviselte Törökországot a 2008-as Eurovíziós Dalfesztiválon, melyet Mor ve Ötesi adott elő török nyelven.
A dalt először a május 22-i második elődöntőben adták elő, a fellépési sorrendben harmadikként, a svéd Charlotte Perrelli Hero című dala után, és az ukrán Anyi Lorak Shady Lady című dala előtt. A szavazás során 85 pontot kapott, mely a hetedik helyet érte a tizenkilenc fős mezőnyben, így továbbjutott a döntőbe.
A május 24-i döntőben a fellépési sorrendben tizenkettedikként adták elő, az izlandi Eurobandið This Is My Life című dala után, és a portugál Vânia Fernandes Senhora do Mar (Negras Águas) című dala előtt. A szavazás során 138 pontot kapott, mely a hetedik helyet érte a huszonöt fős mezőnyben.